# Vigoux
Vigoux ist eine französische Gemeinde mit 469 Einwohnern (Stand: 1. Januar 2022) im Département Indre in der Region Centre-Val de Loire; sie gehört zum Arrondissement Le Blanc und zum Kanton Saint-Gaultier. Die Einwohner werden Vigoulais genannt.

## Geographie
Vigoux liegt etwa 37 Kilometer südsüdwestlich von Châteauroux.
Nachbargemeinden von Vigoux sind Thenay im Norden und Nordwesten, Argenton-sur-Creuse im Norden und Nordosten, Celon im Osten, Bazaiges im Osten und Südosten, Parnac im Süden und Südwesten, Saint-Gilles im Südwesten, Chazelet und Sacierges-Saint-Martin im Westen sowie Luzeret im Nordwesten.
Durch die Gemeinde führt die Autoroute A20.

## Bevölkerungsentwicklung
| Jahr                      | 1962 | 1968 | 1975 | 1982 | 1990 | 1999 | 2006 | 2013 |
| Einwohner                 | 587  | 534  | 439  | 376  | 399  | 445  | 462  | 457  |
| Quelle: Cassini und INSEE |      |      |      |      |      |      |      |      |

## Sehenswürdigkeiten
- Kirche Saint-Georges
- Burg Villebuxière aus dem 13./14. Jahrhundert

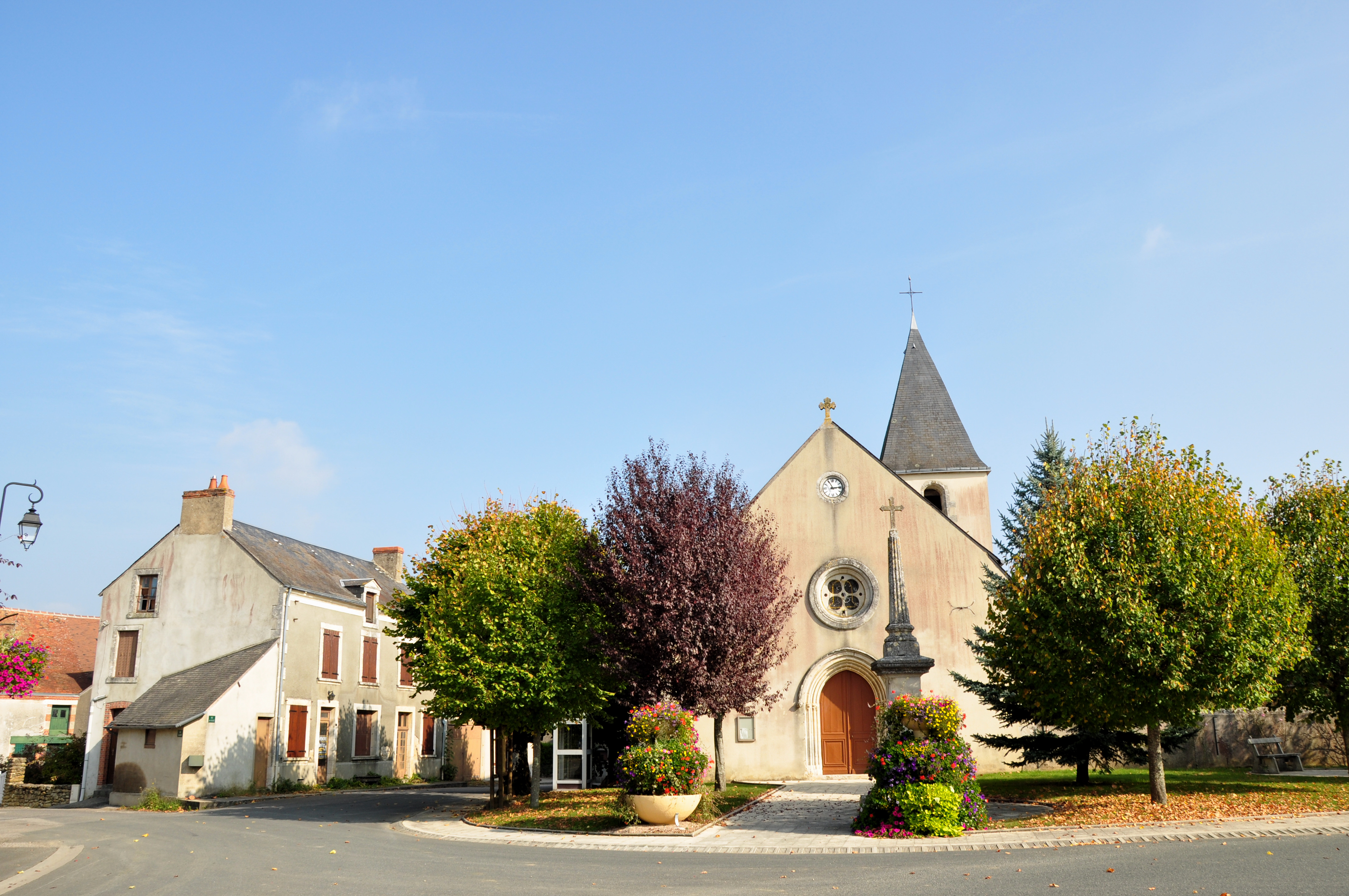
Kirche Saint-Georges